# Вулиця Богдана Хмельницького (Київ, Шевченківський район)
Ву́лиця Богда́на Хмельни́цького — вулиця в Шевченківському районі міста Києва. Пролягає від Хрещатика до вулиці Олеся Гончара. Прилучаються вулиці Євгена Чикаленка, Терещенківська, Володимирська, Лисенка, Леонтовича, Івана Франка, Пирогова, Михайла Коцюбинського. На будинку № 2 встановлена анотаційна дошка.

## Історія
Вулиця виникла у 1830-ті роки під назвою Кадетська, оскільки існував проєкт зведення тут будівлі Київського Володимирського кадетського корпусу. З середини XIX століття переведено до вулиць 1-го розряду — це стало початком розквіту місцевості. 1869 року на честь київського губернатора Івана Фундуклея вулицю було названо Фундуклеївською.
Ще раніше було зведено дві будівлі, що й дотепер прикрашають собою вулицю — це будинок жіночої гімназії, відкритий у колишніх власних будинках Фундуклея та будівля Анатомічного театру, зведена у 1851–1853 роках за проєктом архітектора Олександра Беретті.
Основна забудова вулиці здійснена у останній третині XIX — 1-й третині XX століття. Серед найвизначніших споруд цього часу — будівлі театру Бергоньє та Колегії Павла Галагана, Ольгинської гімназії та готелю «Ермітаж». На Фундуклеївській навчались, працювали, жили відомі вчені, літератори, художники, співаки.

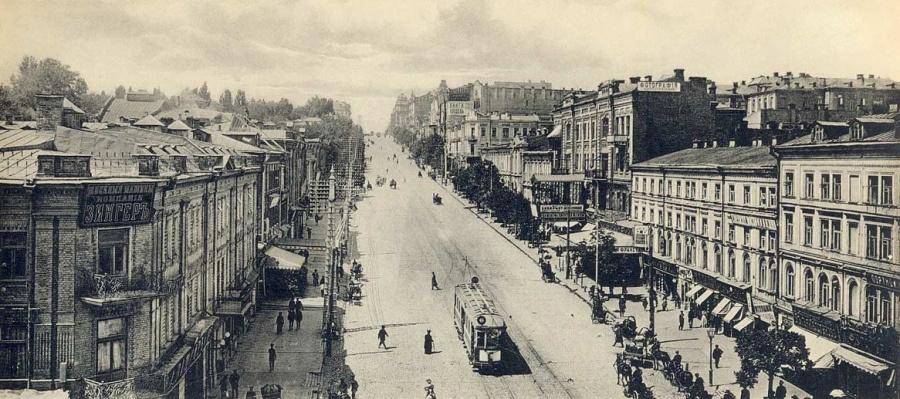
Фундуклеївська вулиця на початку XX століття.

1892 року тут було відкрито одну з перших ліній київського трамвая, тоді ж вулицю було забруковано.
З березня 1919 року мала назву вулиця Леніна, за радянським політичним аферистом Володимиром Ульяновим-Леніним, після війни назва була підтверджена у 1944 році. Під час німецької окупації міста у 1942—1943 роках — Театрштрасе (нім. Theater Str., укр. Театральна). Сучасна назва — з 1993 року.
За радянської доби тутешня забудова майже не зазнала змін — лише було знесено декілька будівель задля спорудження інституту «Київпроект», натомість ще у 1930-ті роки на розі з вулицею Михайла Коцюбинського було зведено два багатоповерхових будинки, один з яких мав назву «Роліт» — цей будинок подібний до харківського будинку «Слово» і був місцем проживання багатьох відомих письменників радянської України.
Нині вулиця Богдана Хмельницького — одна з основних центральних, завдяки привабливій та цікавій забудові привертає увагу киян та гостей міста.

## Пам'ятники
Погруддя Бориса Патона (біля будинку № 15).

## Меморіальні дошки
- Будинок № 5 — на честь першого виступу українського професійного театру під керівництвом артиста і драматурга Марка Кропивницького, що відбувся 10 січня 1882 року. Виготовлена з мармуру та бронзи (барельєф) за проєктом скульптора Івана Гончара та архітектора Ісроеля Шмульсона, відкрита 24 травня 1958 року.
- Будинок № 5 — на честь радянського режисера Костянтина Хохлова (1885—1956), який працював у цьому будинку в 1938—1954 роках. Виготовлена у вигляді бронзового барельєфа за проєктом скульптора Наталії Дерегус та архітектора Олега Стукалова, відкрита 3 листопада 1981 року.
- Будинок № 11 — на честь ученого і письменника Агатангела Кримського (1871—1942), який мешкав у цьому будинку в 1885—1889 роках. Виготовлена з граніту (архітектор І. Л. Шмульсон), відкрита у 1971 році.
- Будинок № 11 — на честь поета Івана Франка, який перебував у цьому будинку в 1885—1886 роках. Першу мармурову дошку, виготовлену за проєктом архітектора Ісроеля Шмульсона, відкрито у січні 1955 року, у 1970 році її замінено на гранітну.
- Будинок № 15 — на честь вченого-математика Миколи Крилова (1879—1955), який працював у цьому будинку в 1929—1941 роках. Виготовлена з мармуру (архітектор Ісроель Шмульсон), відкрита 30 листопада 1963 року.
- Будинок № 27/1 — на честь художника Георгія Меліхова (1908—1985), який проживав у цьому будинку в 1949—1985 роках. Виготовлена у вигляді бронзового барельєфа за проєктом скульптора Олександра Скоблікова, відкрита у 1994 році.
- Будинок № 39 — на честь режисера, народного артиста СРСР Дмитра Смолича, який жив і працював у цьому будинку в 1971—1987 роках. Виготовлена у вигляді бронзового барельєфа.
- Будинок № 42 — на честь хірурга Миколи Амосова, який мешкав у цьому будинку в 1971—2002 роках. Виготовлена у вигляді бронзового барельєфа за проєктом скульптора Григорія Хусида, відкрита у 2003 році.
- Будинок № 47 — на честь народного артиста СРСР Миколи Ворвулева (1917—1967), який мешкав у цьому будинку в 1957—1967 роках. Виготовлена у вигляді бронзового барельєфа за проєктом скульптора Юрія Багаліки та архітектора Руслана Кухаренка, відкрита у 1994 році.
- Будинок № 50 — на честь піонера вітчизняного дирежаблебудування інженера-конструктора Федора Андерса (1868—1926), який жив у цьому будинку в 1913—1926 роках. Виготовлена з граніту за проєктом архітектора В. Л. Лоботинського, відкрита 30 жовтня 1970 року.
- Будинок № 66 — на честь співачки, народної артистки УРСР Оксани Петрусенко, яка проживала у цьому будинку в 1937—1950 роках. Виготовлена з бронзи та граніту (скульптор Галина Кальченко, архітектор Раїса Бикова), відкрита 5 березня 1966 року.
- Будинок № 66 — на честь народного художника УРСР Карпа Трохименка (1885—1979), який мешкав у цьому будинку в 1948—1979 роках. Виготовлена у вигляді бронзового барельєфа за проєктом скульптора Олександра Скоблікова, архітекторів Г. А. Щербини та К. Н. Сидорова. Відкрита 24 жовтня 1985 року.

### Меморіальні дошки будинкуРоліт(№68)
- На честь Б. Д. Антоненко-Давидовича. Виготовлена у вигляді бронзового барельєфа за проєктом скульптора Б. С. Довганя та архітектора Ф. І. Юр'єва, відкрита у 1994 році.
- На честь поета Л. М. Вишеславського, який жив і працював у цьому будинку в 1938—2002 роках. Виготовлена у вигляді бронзового барельєфа за проєктом скульптора О. П. Міловзорова, відкрита 27 травня 2005 року.
- На честь поета С. О. Голованівського, який жив і працював у цьому будинку в 1934—1989 роках. Виготовлена з бронзи за проєктом архітектора В. А. Дормидонтова, відкритий у 1992 році.
- На честь А. В. Головка, який жив і працював у цьому будинку в 1934—1989 роках. Виготовлена у вигляді бронзового барельєфа за проєктом скульптора М. К. Вронського та архітектора В. Г. Гнездилова. Відкрита 15 липня 1975 року.
- На честь письменника О. Т. Гончара (1918—1995), який мешкав у цьому будинку. Бронзовий бюст роботи скульпторів В. О. Бика та Р. В. Найди відкрито у 1996 році.
- На честь Д. Н. Гофштейна (1889Н1952), який жив у цьому будинку. Виготовлена у вигляді бронзового горельєфа за проєктом скульптора В. І. Сівка, відкрита у 1994 році.
- На честь радянського письменника М. І. Дубова (1910—1983), який жив і працював у цьому будинку. Виготовлена у вигляді бронзового барельєфа за проєктом скульптора М. П. Рапая та архітектора В. Д. Єлізарова, відкрита у 1987 році.
- На честь поетеси Л. В. Забашти, яка жила і працювала у цьому будинку в 1958—1990 роках. Виготовлена у вигляді бронзового горельєфа за проєктом скульптора М. І. Білика, відкрита у 2003 році.
- На честь вченого-літературознавця Л. М. Коваленка, який мешкав у цьому будинку в 1965—1983 роках. Виготовлена у вигляді бронзового барельєфа за проєктом скульптора М. П. Горлового, відкрита у 2002 році.
- На честь письменника О. І. Копиленка (1900—1958), який жив і працював у цьому будинку з 1935 по 1958 рік. Виготовлена з бронзи та граніту (барельєф) за проєктом скульптора М. К. Вронського та архітектора І. Л. Шмульсона.
- На честь письменника І. А. Кочерги, який жив і працював у цьому будинку в 1934—1952 роках. Виготовлена з бронзи та граніту (барельєф) за проєктом скульптора А. А. Шапрана та архітектора П. Е. Захарченка, відкрита 29 грудня 1960 року.
- На честь поета, першого голови Спілки радянських письменників України І. Ю. Кулика. Виготовлена у вигляді бронзового барельєфа за проєктом скульптора А. Ю. Білостоцького та архітектора А. Ф. Ігнащенка, відкрита 16 лютого 1973 року.
- На честь письменника О. Л. Кундзіча, який жив і працював у цьому будинку в 1954—1964 роках. Виготовлена у вигляді гранітного барельєфа (скульптор Н. М. Дерегус, архітектор Нгуєн Дзинь Лок), відкрита 19 жовтня 1971 року.
- На честь композитора Б. М. Лятошинського (1895—1968), який жив і працював у цьому будинку. Виготовлена з бронзи та граніту (барельєф) за проєктом скульптора А. А. Баннікова та архітектора О. К. Стукалова, відкрита 15 квітня 1969 року.
- На честь поета А. С. Малишка, який проживав у цьому будинку в 1952—1970 роках. Виготовлена у вигляді бронзового барельєфа за проєктом скульптора І. В. Макогона, відкрита 23 вересня 1973 року.
- На честь письменника І. К. Микитенка (1897—1937), який мешкав у цьому будинку в 1934—1937 роках. Виготовлена з бронзи та граніту (барельєф) за проєктом скульптора І. М. Гончара та архітектора Т. О. Трегубової, відкрита 19 грудня 1962 року.
- На честь письменника П. Й. Панча, який жив і працював у цьому будинку в 1936—1938 роках. Виготовлена у вигляді бронзового горельєфу за проєктом скульптора А. В. Куща та архітектора П. П. Кудрія. Відкрита 24 липня 1981 року.
- На честь радянського письменника Л. С. Первомайського, який жив і працював у цьому будинку в 1935—1973 роках. Виготовлена у вигляді бронзового барельєфа за проєктом скульптора А. Ю. Білостоцького та архітектора А. Ф. Ігнащенка, відкрита 11 листопада 1974 року.
- На честь письменниці М. А. Пригари (1908—1983), яка жила і працювала у цьому будинку в 1944—1983 роках. Виготовлена у вигляді бронзового барельєфа за проєктом скульптора М. П. Рапая, відкрита у 1990 році.
- На честь голови Української Громадської Групи сприяння виконанню Гельсінських угод М. Д. Руденка, який проживав у цьому будинку. Виготовлена з граніту.
- На честь письменника Н. С. Рибака, який жив і працював у цьому будинку в 1935—1978 роках. Виготовлена у вигляді бронзового барельєфа за проєктом скульптора Б. С. Довганя та архітектора А. Ф. Ігнащенка, відкрита 22 лютого 1984 року.
- На честь поета М. Т. Рильского, жив і працював у цьому будинку в 1934—1964 роках. Виготовлена у вигляді гранітного горельєфа (виготовив С. Ф. Тимофеєв за проєктом скульптора П. Ф. Остапенка), відкрита 19 березня 1965 року.
- На честь письменника В. М. Собко, який жив і працював у цьому будинку в 1935—1981 роках. Виготовлена у вигляді бронзового барельєфа за проєктом скульптора А. В. Куща та архітектора П. П. Купрія, відкрита 14 січня 1983 року.
- На честь М. П. Стельмаха, який проживав у цьому будинку в 1965—1983 роках. Виготовлена у вигляді гранітного барельєфа за проєктом скульптора Ф. М. Согояна, архітекторів Є. М. Стамо та М. М. Фещенка, відкрита 18 квітня 1986 року.
- На честь поета П. М. Усенка (1902—1972), який жив і працював у цьому будинку в 1933—1975 роках. Виготовлений у вигляді бронзового барельєфа за проєктом скульптора Н. М. Дерегус та архітектора М. В. Яценка, відкритий 21 червня 1978 року.
- На честь письменника М. І. Чабанівського (1910—1973), який жив і працював у цьому будинку в 1956—1973 роках. Виготовлена з граніту за проєктом скульптора В. І. Зноби, відкрита у 2005 році.
- На честь поета М. І. Шпака, який жив і працював у цьому будинку в 1935—1941 роках. Виготовлений у вигляді бронзового барельєфа за проєктом скульптора О. О. Супрун та архітектора А. Ф. Ігнащенка, відкритий 19 липня 1973 року.
- На честь письменника М. М. Шумила, який жив і працював у цьому будинку з 1958 до 1982 рік. Виготовлений у вигляді бронзового барельєфа за проєктом скульптора Р. Найди, відкритий 17 січня 2011 року.
- На честь письменника Ю. І. Яновського, який жив і працював у цьому будинку в 1939—1954 роках. Виготовлений з бронзи та граніту (скульптор А. В. Німенко, архітектора І. Л. Шмульсон), відкрита 27 серпня 1958 року.

## Окремі будівлі, в тому числі пам'ятки архітектури та історії
- № 5 (1875; перебудований у 1930-ті) — театр Бергоньє (нині Національний академічний драматичний театр імені Лесі Українки), архітектор Володимир Ніколаєв, стиль — сталінський неокласицизм (перебудова);
- № 6 (1850-ті; 1874—1875; 1892; 1949—1950 — над- та перебудова) — колишня Фундуклеївська жіноча гімназія (нині Нафтогаз України), архітектори Олексій Заваров, Р. Книжник (над- та перебудова), стиль — сталінський ретроспективізм; перебуває на державному обліку як пам'ятка історії місцевого значення;
- № 7 — Музей історії Києва;
- № 8 (1888; 1892) — колишня будівля готелю Г. Гладинюка, архітектор В. Ніколаєв, добудова — архітектор О. Кривошеєв;
- № 9-а (1870-ті; 1885) — житловий будинок Колегії Павла Галагана;
- № 10 (1903—1904) — колишня садиба Ф. Міхельсона (головний будинок та флігель), архітектор Е. Брадтман;
- № 11 (1860-ті, 1871, 1896) — будівля Колегії Павла Галагана; нині Музей літератури, арх. О. Шиле (перебудова 1871 з пристосуванням під Колегію), стиль пізній класицизм/неоренесанс;
- № 12-14 (1884; 1910) — колишній прибутковий будинок дружини купця 1-ї гільдії М. Вольфсон (надбудовано для В. Кудашева), автор надбудови 2-х поверхів — арх. В. Ніколаєв (?), стиль неоренесанс/цегляний; нині відселений, перебуває на реконструкції;
- № 15 (1914—1927) — будівля Ольгинської гімназії; нині Національний науково-природничий музей НАН України), архітектор П. Альошин, стиль — неокласицизм;
- № 17 (1850—1890-ті; 2000-ті) — будівля колишнього готелю «Театральний»;
- № 26 (1902—1903) — будівля колишнього готелю «Ермітаж»[9] (садиба Я. Бернера), арх. А.-Ф. Краусс, стиль — київський неоренесанс; на будівлі — мозаїчне панно С. Кириченка «Українська пісня»;
- № 26-а (1903—1904) — флігель колишньої садиби Я. Бернера, архітектор А.-Ф. Краусс, стиль — неоренесанс/цегляний;
- № 27/1 (1900; 1950-ті) — житловий будинок, архітектор А.-Ф. Краусс;
- № 29/2 (1872; 1883; 1911) — колишній прибутковий будинок вдови статського радника О. Картамишевої, стиль — неоренесанс/цегляний;
- № 30/10 (1900—1901; 2000) — колишній прибутковий будинок колезького радника М. Самонова, архітектор Микола Яскевич, стиль — неоренесанс/необароко;
- № 31/27 (1876; 1900—1901) — колишній прибутковий будинок колезького асесора А. Крижановського, арх. О. Хойнацький, перебудова — арх. В. Ніколаєв, стиль — неоренесанс/необароко;
- № 32 (1913) — колишній прибутковий будинок Є. Крушевської, арх. К. Іваницький, стиль — пізній модерн;
- № 33/34 (1888; 1895; 1899) — колишній прибутковий будинок А. Гольденберга, арх. — В. Ніколаєв, стиль — київський неоренесанс;
- № 34 (1895) — флігель колишньої садиби Г. Макленберга, арх. І. Ніколаєв (?);
- № 35/1 (1874) — колишній прибутковий будинок Караваєвих, арх. В. Сичугов, стиль пізній класицизм/неоренесанс;
- № 36 (1899—1900) — колишня садиба підрядчика Ф. Альошина (головний будинок та флігель), арх. — І. Ніколаєв, стиль — неоренесанс;
- № 37 (1851—1853) — колишній Анатомічний театр; нині — Національний музей медицини України, архітектор — Олександр Беретті, стиль — пізній класицизм;
- № 38 (1934—1936) — житловий будинок збудований для працівників Наркомату радянського господарства УРСР;
- № 40/25 (1900—1901) — колишній прибутковий будинок В. Мартоса та В. Верховського;
- № 42/32 (1893—1894) — колишній прибутковий будинок купця 2-ї гільдії М. Фальберга;
- № 44, 44-б, 44-в (1897—1898) — колишня садиба купця М. Шамапаньєра: головний будинок та два флігелі (нині — Господарський суд міста Києва);
- № 46 (1888—1890) — колишній особняк інж. М. Максимовича;
- № 50 (1894—1895) — колишній прибутковий будинок дворянки С. Хомицької. Триповерховий цегляний будинок збудований у другій половині XIX століття. Поверхи розділені горизонтальними тягами, фасад першого поверху рустований. Головний фасад прикрашений рустованими пілястрами, декоративними блоками підвіконників і ліпним орнаментом[10];
- № 51-а, 51-б, 51-в (поч. ХХ ст.) — колишня садиба Г. Міхельсон (головний будинок та два флігелі), в якій містилися Вищі жіночі курси;
- № 52 (1904—1905) — колишній прибутковий будинок інженера шляхів сполучень П. Алексєєва;
- № 56 (1890-ті) — колишній прибутковий будинок інженера І. Петрова;
- № 58;
- № 59-а (1896) — флігель колишньої садиби міщанки У. Щербини;
- № 59-б (1912—1915) — колишній прибутковий будинок дружини статського радника Е.-К. Валькер;
- № 59-в (1912—1915) — колишній прибутковий будинок дружини статського радника Е.-К. Валькер;
- № 60 (1894) — колишній особняк архітектора Михайла Артинова;
- № 66 (1936) — житловий будинок, зведений для старих більшовиків;
- № 68 (1930-ті) — будинок Роліт, де мешкали багато відомих письменників;
- № 72 (1908—1909) — флігель колишньої садиби присяжного повіреного В. Гельда;
- № 72-б (1896—1897; 1908; 2006) — флігель колишньої садиби дворянки Л. Щелканцової;
- № 72-в (1846; 1887) — головний будинок колишньої садиби міщанина М. Вересова;
- № 72-г (1897) — флігель колишньої садиби дворянки Л. Щелканцової;
- № 84 (1892) — колишній прибутковий будинок селянина М. Матвєєва;
- № 94 (кін. 1890-х) — колишній прибутковий будинок купця І. Холодова.

Також історичну та архітектурну цінність мають будинки № 3, 8, 10, 21, 34, 35, 44, 45б, 48, 53, 57, 59, 62, 63, 64, 70, 72, 72б, 74, 84, 86, що споруджені у 2-й половині XIX — 1-й половині XX століття.

## Установи та заклади

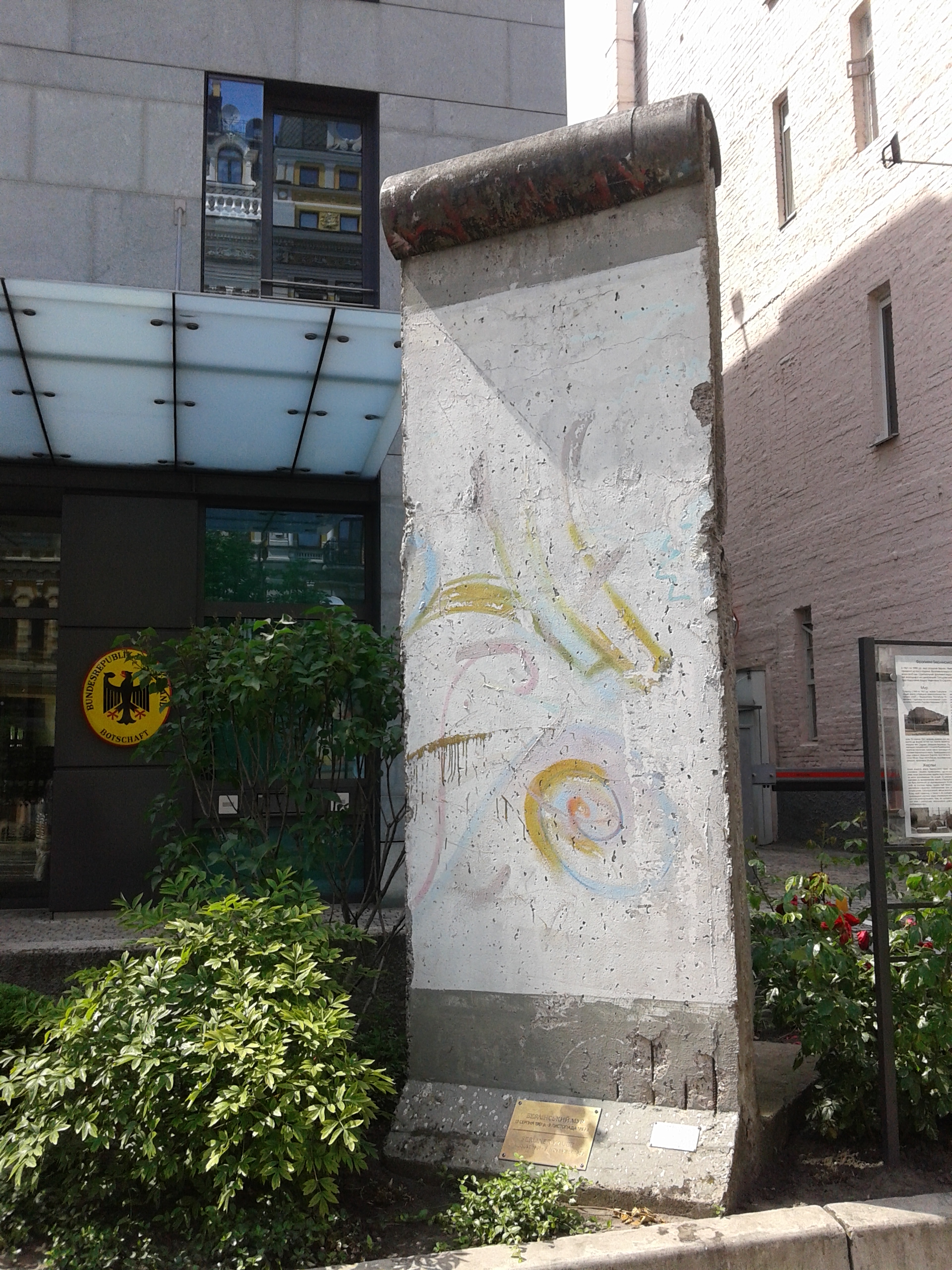
Фрагмент Берлінського муру біля посольства ФРН

- «Київська перепічка» (буд. № 3)
- Національний академічний драматичний театр імені Лесі Українки (буд. № 5)
- НАК «Нафтогаз України» (буд. № 6)
- Музей історії Києва (буд. № 7)
- Українське національне інформаційне агентство «Укрінформ» (буд. № 8/16)
- Національний музей літератури України (буд. № 11)
- Національний науково-природничий музей НАН України (буд. № 15)
- Спеціалізована загальноосвітня школа № 53 з поглибленим вивченням німецької мови (буд. № 16/18)
- ВАТ «Київпроект» (буд. № 16-22)
- Районна рада та районна державна адміністрація Шевченківського району (буд. № 24)
- Посольство Федеративної Республіки Німеччина (буд. № 25)
- Національний музей медицини України (буд. № 37).

## Особистості
- № 5 — у будівлі театру виступали актори Марко Кропивницький, Микола Соловцов, Лесь Курбас.
- № 6 — у гімназії навчалися поетеса Анна Ахматова, співачки Марія Донець-Тессейр, Ксенія Держинська.
- № 9 — мешкав мовознавець Леонід Паламарчук.
- № 10 — навчалася Алла Тарасова; жив разом із матір'ю Сергій Корольов.
- № 11 — у будівлі Колегії Павла Галагана бували і працювали Агатангел Кримський, Іван Франко, Павло Житецький, Микола Мурашко, Микола Пимоненко, Інокентій Анненський, Володимир Липський.
- № 17 — зупинявся Володимир Короленко.
- № 26 — зупинялися поети Олександр Блок та письменник Андрій Бєлий.
- № 27 — діяла студія художниці Олександри Екстер; у квартирі № 2 мешкали живописці Леонід Чичкан[11] та Леокадія Ляхович[12]. Мешкали подружжя Гельман Макс Ісайович і Трубецька Марія Володимирівна.[13]
- № 42/32 — мешкав Микола Амосов.
- № 50 — у 1913—1926 роках мешкав інженер, конструктор першого в Україні дирижабля Федір Андерс.
- № 60 — мешкав лікар Василь Образцов.
- № 66 — мешкала співачка Оксана Петрусенко.
- № 68 — мешкали письменники Іван Кочерга, Максим Рильський, Юрій Яновський, Андрій Малишко, Володимир Сосюра, композитор Борис Лятошинський, Микола Дубов та інші видатні діячі.
- № 88 — мешкав співак Олександр Мишуга.

## Інциденти
25 лютого 2016 стався обвал перекриттів у будинку № 12-14 (пам'ятка архітектури місцевого значення) на вулиці Богдана Хмельницького, внаслідок чого двоє осіб загинуло. Причиною обвалу визнано порушення в ході будівельних робіт, які проводила компанія, заснована міністром уряду Азарова Віктором Бойком. У лютому 2018 р. в цій самій будівлі сталася пожежа горішнього поверху та покрівлі на площі 600 кв. м.

## Будинки на вулиці Богдана Хмельницького

Анотаційна дошка
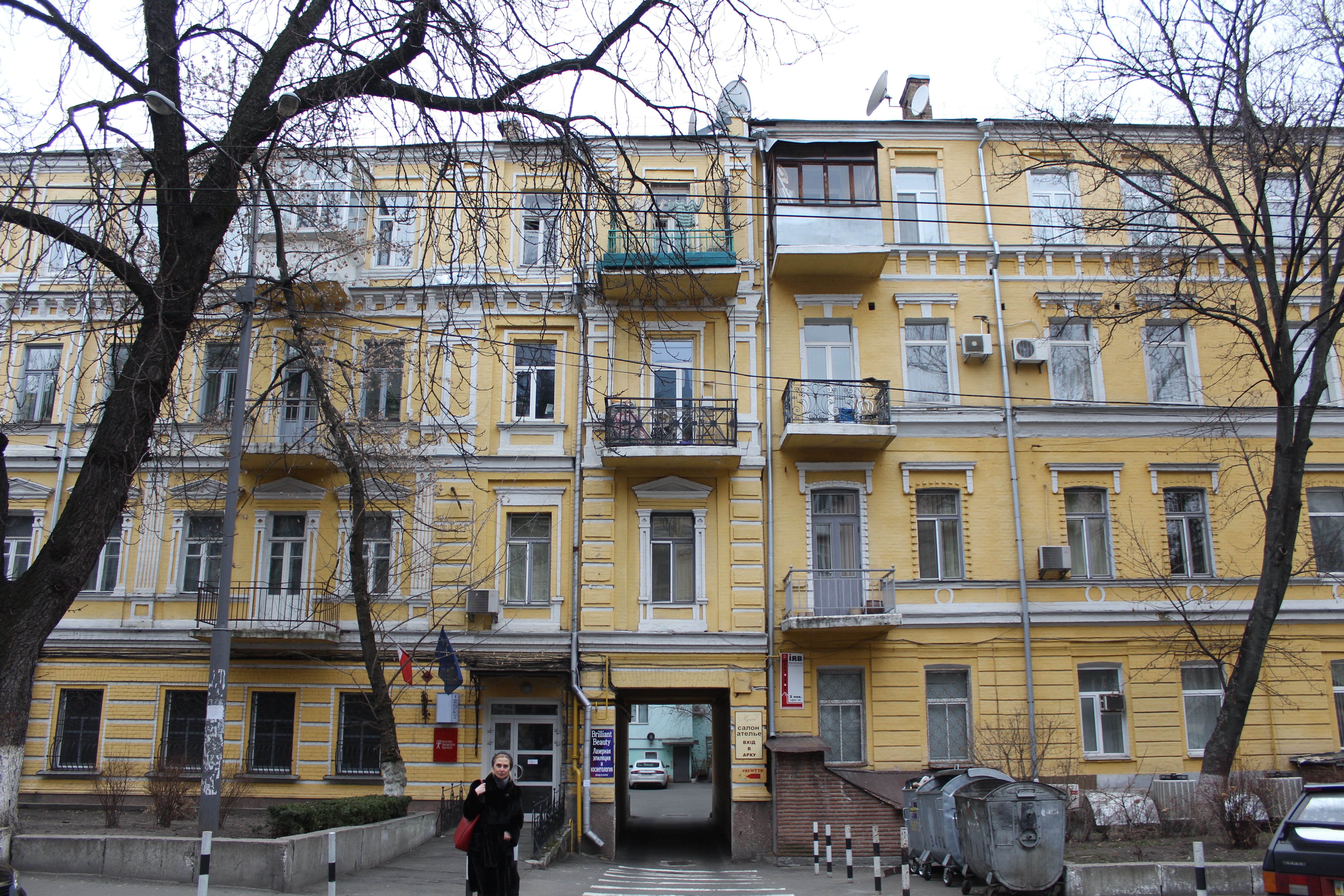
Польський Інститут,  Будинок № 29/2
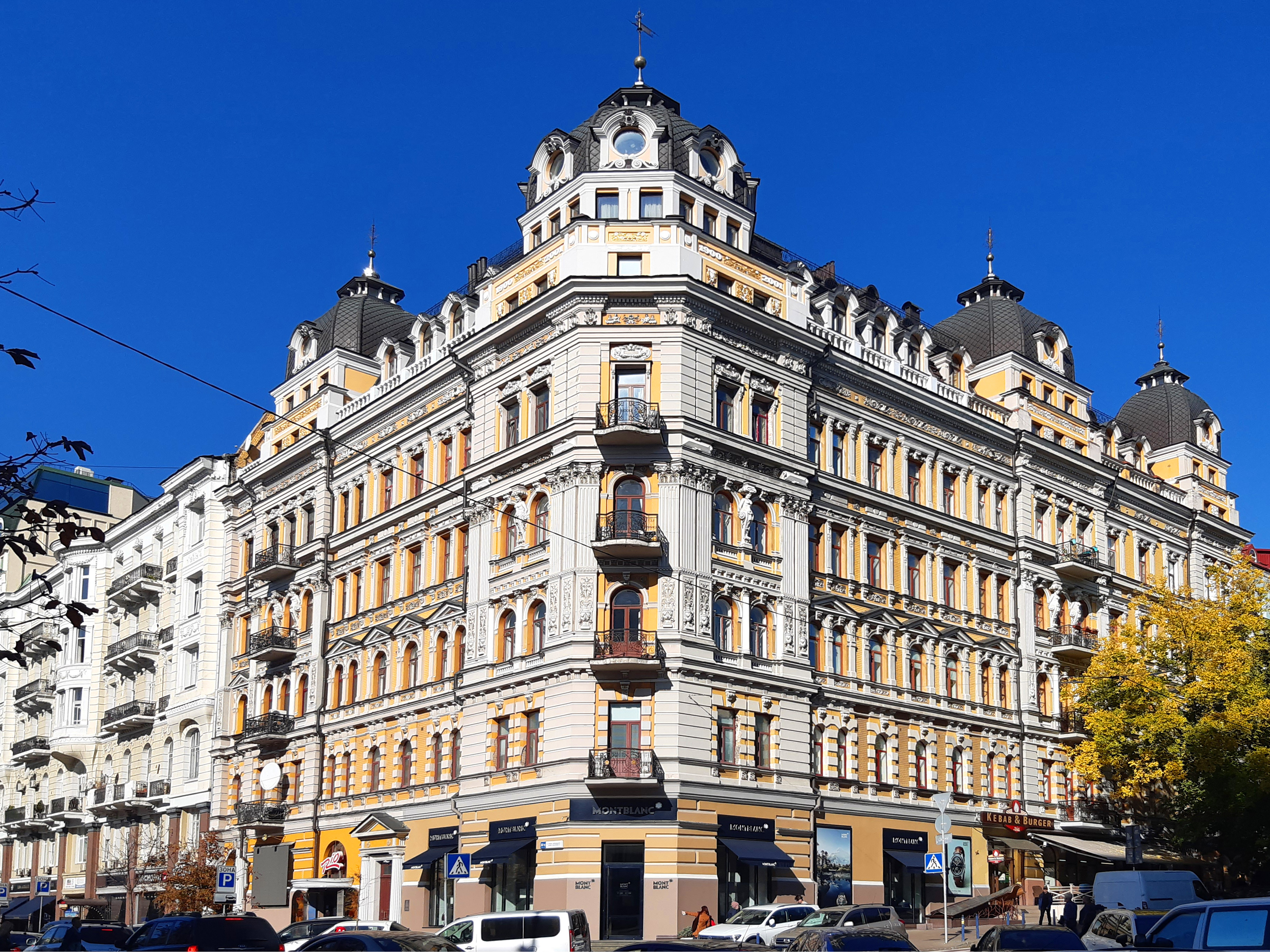
Будинок № 30/10
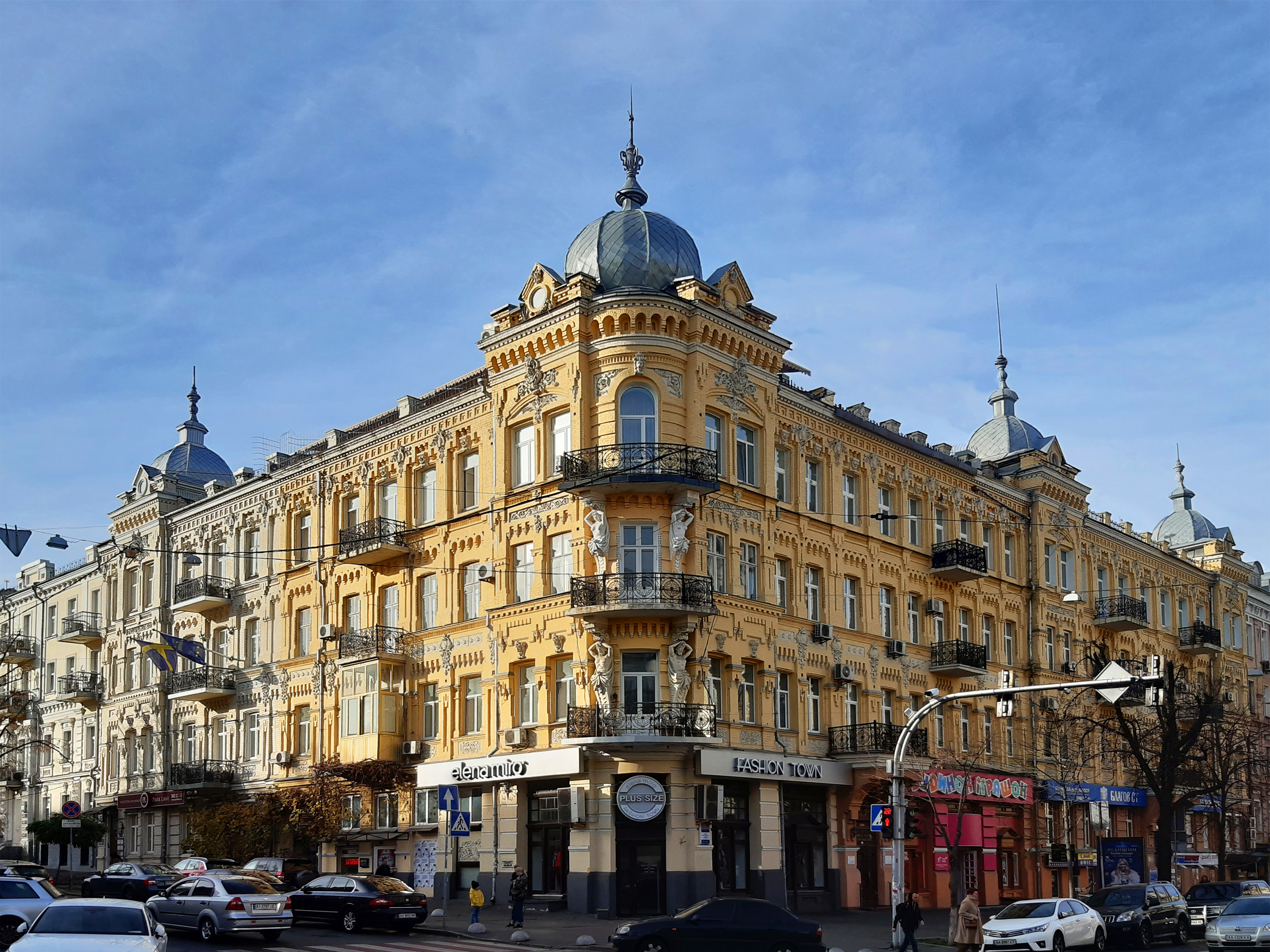
Будинок № 33/34
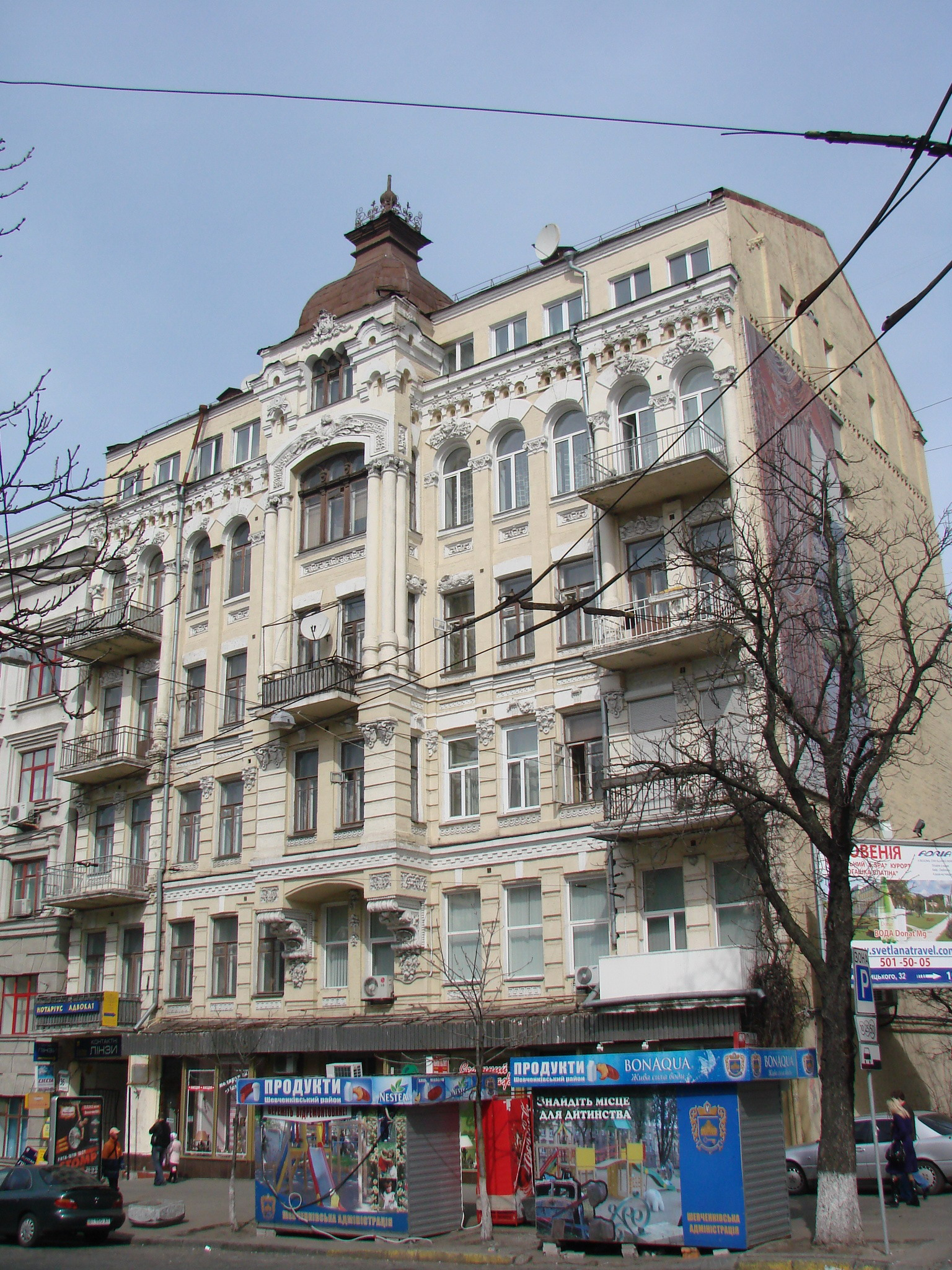
Будинок № 36
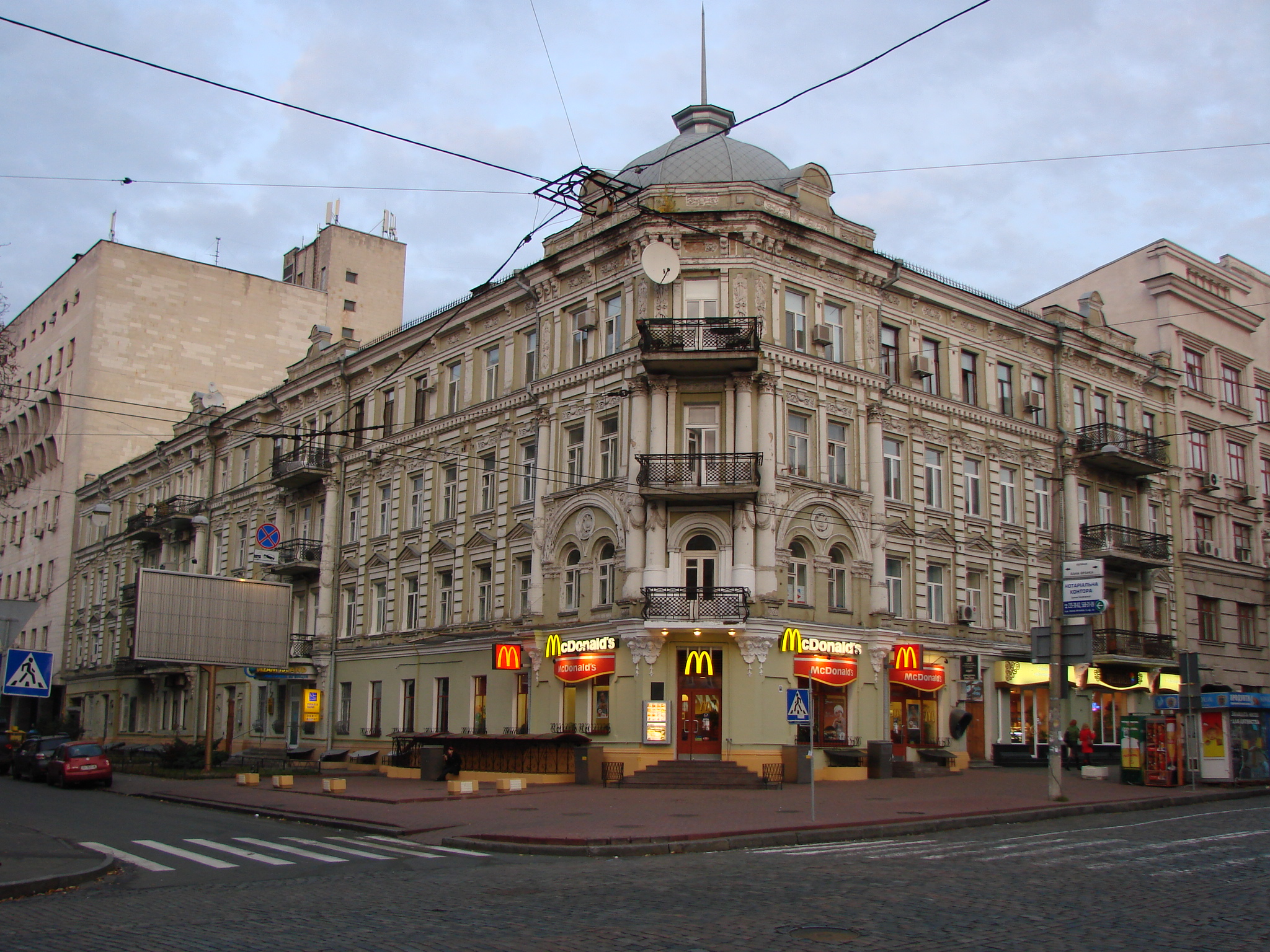
Будинок № 40/25
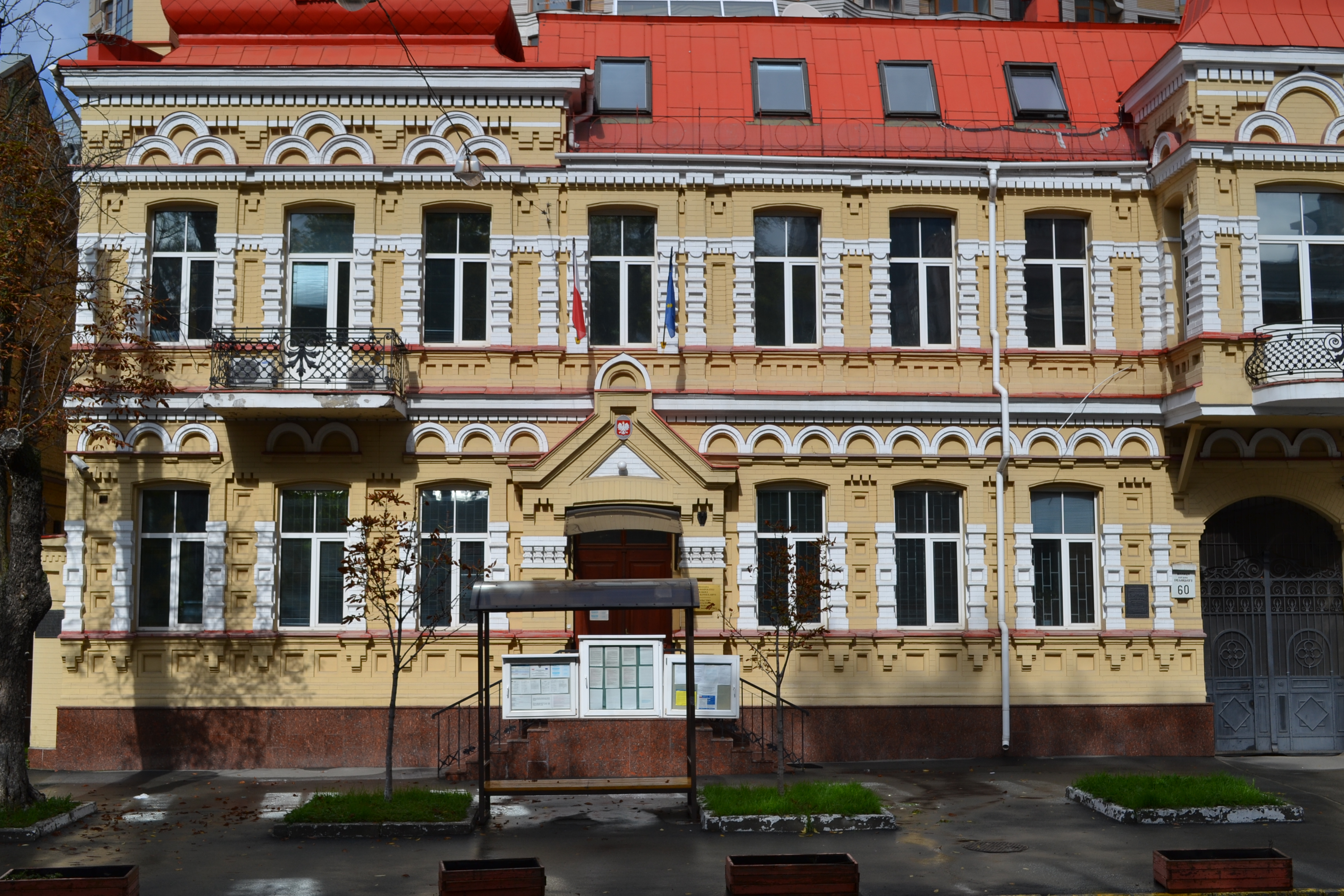
Посольство Республіки Польща, Будинок № 60
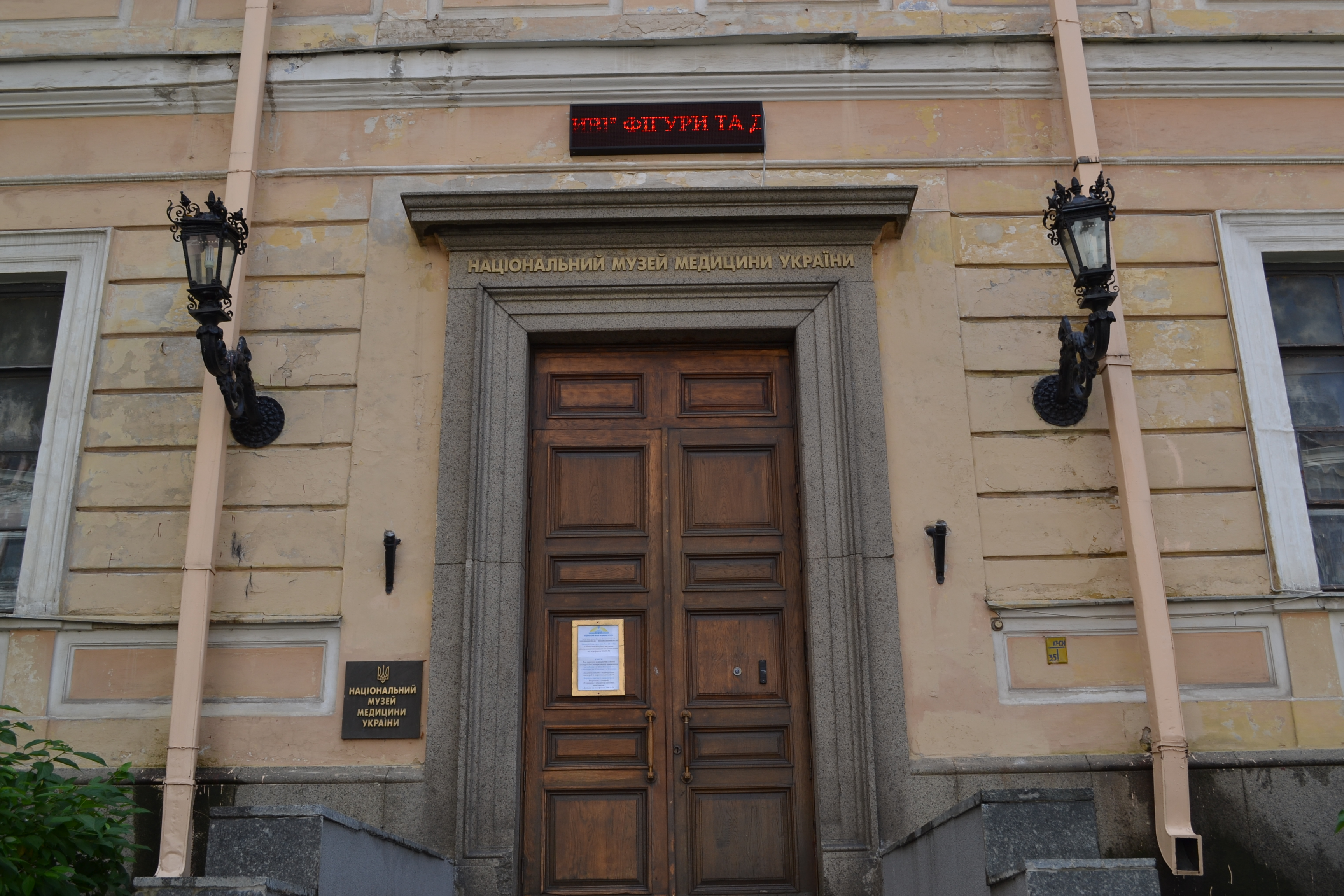
Національний музей медицини України, Будинок №37
Вулиця Богдана Хмельницького з даху будинку №56.